# Lee Grant (actrice)
Lee Grant (New York, 31 oktober 1925 of 1927, geboortejaar niet bekend) is een Oscar-winnares, Golden Globe-genomineerd Amerikaans theater-, film- en televisieactrice en filmregisseuse, die in de jaren vijftig voor de House Committee on Un-American Activities verscheen en op een zwarte lijst werd gezet.

## Filmografie
| Als actrice | Als actrice                                              | Als actrice         | Als actrice                                                                     |
| Jaar        | Film                                                     | Rol                 | Aantekeningen                                                                   |
| ----------- | -------------------------------------------------------- | ------------------- | ------------------------------------------------------------------------------- |
| 1951        | Detective Story                                          | Shoplifter          | nominatie Academy Award voor beste actrice in een bijrol nominatie Golden Globe |
| 1955        | Storm Fear                                               | Edna                |                                                                                 |
| 1959        | Middle of the Night                                      | Marilyn             |                                                                                 |
| 1959        | The Blue Angel                                           | niet aangegeven     |                                                                                 |
| 1963        | The Balcony                                              | Carmen              |                                                                                 |
| 1963        | An Affair of the Skin                                    | Katherine McCleod   |                                                                                 |
| 1964        | Terror in the City                                       | Suzy                |                                                                                 |
| 1967        | Divorce American Style                                   | Dede Murphy         |                                                                                 |
| 1967        | In the Heat of the Night                                 | Mrs. Leslie Colbert | nominatie Golden Globe                                                          |
| 1967        | Valley of the Dolls                                      | Miriam              |                                                                                 |
| 1968        | Buona Sera, Mrs. Campbell                                | Fritzie Braddock    |                                                                                 |
| 1969        | The Big Bounce                                           | Joanne              |                                                                                 |
| 1969        | Marooned                                                 | Celia Pruett        |                                                                                 |
| 1970        | The Landlord                                             | Joyce Enders        | nominatie Academy Award voor beste actrice in een bijrol nominatie Golden Globe |
| 1970        | There Was a Crooked Man...                               | Mrs. Bullard        |                                                                                 |
| 1971        | The Last Generation                                      |                     |                                                                                 |
| 1971        | Plaza Suite                                              | Norma Hubley        |                                                                                 |
| 1972        | Portnoy's Complaint                                      | Sophie Portnoy      |                                                                                 |
| 1974        | The Internecine Project                                  | Jean Robertson      |                                                                                 |
| 1975        | Shampoo                                                  | Felicia             | Academy Award beste vrouwelijke bijrol nominatie Golden Globe                   |
| 1976        | Voyage of the Damned                                     | Lillian Rosen       | nominatie Academy Award beste vrouwelijke bijrol nominatie Golden Globe         |
| 1977        | Airport '77                                              | Karen Wallace       |                                                                                 |
| 1978        | Damien: Omen II                                          | Ann Thorn           |                                                                                 |
| 1978        | The Swarm                                                | Anne MacGregor      |                                                                                 |
| 1978        | The Mafu Cage                                            | Ellen               |                                                                                 |
| 1979        | When You Comin' Back, Red Ryder?                         | Clarisse Ethridge   |                                                                                 |
| 1980        | Little Miss Marker                                       | The Judge           |                                                                                 |
| 1981        | Charlie Chan and the Curse of the Dragon Queen           | Mrs. Lupowitz       |                                                                                 |
| 1982        | Visiting Hours                                           | Deborah Ballin      |                                                                                 |
| 1984        | Billions for Boris                                       | Sascha Harris       |                                                                                 |
| 1984        | Constance                                                | Mrs. Barr           |                                                                                 |
| 1984        | Teachers                                                 | Dr. Donna Burke     |                                                                                 |
| 1985        | Sanford Meisner: The American Theatre's Best Kept Secret | Herself             | documentaire                                                                    |
| 1987        | The Big Town                                             | Ferguson Edwards    |                                                                                 |
| 1991        | Defending Your Life                                      | Lena Foster         |                                                                                 |
| 1992        | Something to Live for: The Alison Gertz Story            | Carol Gertz         | tv                                                                              |
| 1992        | Earth and the American Dream                             | Narrator            | documentaire                                                                    |
| 1996        | It's My Party                                            | Amalia Stark        |                                                                                 |
| 1996        | The Substance of Fire                                    | Cora Cahn           |                                                                                 |
| 1996        | Under Heat                                               | Jane                |                                                                                 |
| 1998        | Poor Liza                                                |                     |                                                                                 |
| 2000        | Dr. T & the Women                                        | Dr. Harper          |                                                                                 |
| 2000        | The Amati Girls                                          | Aunt Spendora       |                                                                                 |
| 2001        | Mulholland Drive                                         | Louise Bonner       |                                                                                 |
| 2005        | The Needs of Kim Stanley                                 | zichzelf            | documentaire                                                                    |
| 2005        | Going Shopping                                           | Winnie              |                                                                                 |

| Als regisseuse | Als regisseuse                                         | Als regisseuse                                   |
| Jaar           | Productie                                              | Aantekeningen                                    |
| -------------- | ------------------------------------------------------ | ------------------------------------------------ |
| 1975           | For the Use of the Hall                                | tv                                               |
| 1976           | The Stronger                                           |                                                  |
| 1980           | Tell Me a Riddle                                       |                                                  |
| 1981           | The Willmar 8                                          | documentaire                                     |
| 1984           | A Matter of Sex                                        | tv                                               |
| 1985           | What Sex Am I?                                         | documentaire                                     |
| 1985           | ABC Afterschool Specials                               | Cindy Eller: A Modern Fairy Tale (tv-aflevering) |
| 1986           | Nobody's Child                                         | tv                                               |
| 1986           | Down and Out in America                                | documentaire (ook verteller)                     |
| 1989           | Staying Together                                       |                                                  |
| 1989           | No Place Like Home                                     | tv                                               |
| 1994           | When Women Kill                                        | documentaire                                     |
| 1994           | Seasons of the Heart                                   | tv                                               |
| 1994           | Following Her Heart                                    | tv                                               |
| 1994           | Reunion                                                | tv                                               |
| 1997           | Say It, Fight It, Cure It                              | tv                                               |
| 1999           | Confronting the Crisis: Childcare in America           | tv                                               |
| 2000           | American Masters                                       | Sidney Poitier: One Bright Light                 |
| 2000           | The Loretta Claiborne Story                            | tv                                               |
| 2001           | The Gun Deadlock                                       | tv                                               |
| 2004           | Biography                                              | Melanie Griffith                                 |
| 2000-2004      | Intimate Portrait                                      | 43 afleveringen                                  |
| 2005           | ... A Father... A Son... Once Upon a Time in Hollywood | tv                                               |